# میچان
میچان (اراک)، روستایی از توابع بخش مرکزی شهرستان اراک در استان مرکزی ایران است. روستای میچان در ۲۴ کیلومتری شهرستان اراک واقع شده‌است و از شمال با روستای مشهدالکوبه، از جنوب با روستای وزیرآباد و از غرب با روستای نوازن
همجوار است.

## جمعیت
این روستا در دهستان مشهد میقان قرار دارد و بر اساس سرشماری مرکز آمار ایران در سال ۱۳۸۵، جمعیت آن ۹۲۴ نفر (۲۶۹خانوار) بوده‌است.

## امکانات رفاهی و اجتماعی
از نظر امکانات رفاهی می‌توان به آب آشامیدنی بهداشتی، برق، گاز و تلفن، مرکز بهداشتی و درمانی (خانه بهداشت)، دبستان و دبیرستان، دو باب مسجد و دو باب حسینیه اشاره کرد. همچنین زمین فوتبال با چمن مصنوعی، سالن فوتسال و والیبال از جمله امکانات ورزشی این روستا می‌باشد. از جمله مکان‌های تاریخی می‌توان از "چال تپه" نام برد. مردم روستا چال تپه را به نام "تپه مشد علی " نیز مینامند که علت این نامگذاری قرار گرفتن این تپه در زمین کشاورزی مرحوم مشهدی علی مجید حبیبی عراقی است. از نظر تاریخی در جوار آرامستان، تپه ای وجود دارد به نام "چال تپه " که قرنها پیش متشکل از چندین روستا بوده و در اثر سیل شدید و زلزله به تپه ای بزرگ تبدیل شده‌است. همچنین از لحاظ مذهبی مقبره تاریخی امام زادگان "محمود " و "اسحاق" که از نوادگان حضرت امام موسی کاظم (ع) هستند، در مرکز آرامستان قرار دارد.

## اقوام و قومیت‌ها
روستای میچان سکونتگاه اقوام مختلف در طی قرن گذشته بوده‌است. اکثریت آن را پارس‌ها تشکیل داده‌اند.بزرگ ترین و اصیل ترین طایفه در این روستا ، طایفه " آقاجانی " نام دارد که محمد ابراهیم آقاجانی (اسماعیل آقاجانی) رئیس شورا و ریش سفید روستا است و همچنین مهاجرت اقوام ترک و اقوام زندیه در این روستا اقوام دیگر این روستا را تشکیل داده‌اند.
هنرمند نام آشنای استان مرکزی بنام اسماعیل موچانی (تعزیه خوان ، مداح و پرده خوان) زاده این روستا می باشد